# Hwang Jun-muk

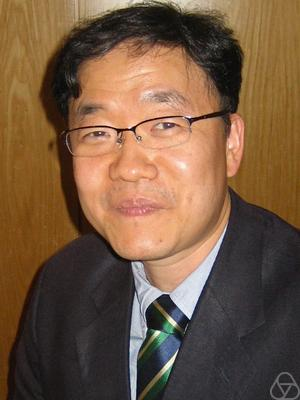
Hwang Jun-muk

Hwang Jun-muk (* 27. Oktober 1963) ist ein südkoreanischer Mathematiker, der sich mit algebraischer Geometrie und komplexer Differentialgeometrie beschäftigt.

## Biographie
Hwang promovierte 1993 bei Yum-Tong Siu an der Harvard University (Global nondeformability of the complex hyperquadric). In den folgenden Jahren hatte er Positionen an der University of Notre Dame, dem MSRI und der Seoul National University. Von 1999 bis 2020 war er Professor am Korea Institute for Advanced Study. Er ist Gründungsdirektor des im September 2020 eröffneten Center for Complex Geometry am Institute for Basic Science.
2006 war er eingeladener Sprecher auf dem ICM in Madrid (Rigidity of rational homogeneous spaces). 2014 hielt er einen Plenarvortrag auf dem ICM in Seoul (Mori geometry meets Cartan geometry: Varieties of minimal rational tangents).

## Forschung
Gemeinsam mit Ngaiming Mok arbeitete er zu von rationalen Kurven überdeckten Varietäten, insbesondere zu Fano-Varietäten, für diese entwickelten sie die Theorie der Varietät der minimalen rationalen Tangenten und benutzten diese, um rationale homogene Räume zu charakterisieren und Deformationsstarrheit zu beweisen.

## Auszeichnungen
- Ho-Am-Preis, 2009
- Fellow of the Korean Academy of Science and Technology, seit 2007
- Best Scientist/Engineer of Korea (Presidential), 2006
- Scientist of the Year Award (Korean National Assembly), 2006
- Korea Science Prize (Presidential), 2001
- Award for Excellent Articles, Korean Mathematical Society, 2000
- Fellow of the American Mathematical Society, seit 2013

## Werke (Auswahl)
- Nondeformability of the complex hyperquadric. Invent. Math. 120 (1995), no. 2, 317–338.
- mit Ngaiming Mok: Uniruled projective manifolds with irreducible reductive G-structures. J. Reine Angew. Math. 490 (1997), 55–64.
- mit Ngaiming Mok: Rigidity of irreducible Hermitian symmetric spaces of the compact type under Kähler deformation. Invent. Math. 131 (1998), no. 2, 393–418.
- mit Ngaiming Mok: Holomorphic maps from rational homogeneous spaces of Picard number 1 onto projective manifolds. Invent. Math. 136 (1999), no. 1, 209–231.
- mit Ngaiming Mok: Finite morphisms onto Fano manifolds of Picard number 1 which have rational curves with trivial normal bundles. J. Algebraic Geom. 12 (2003), no. 4, 627–651.
- mit Ngaiming Mok: Birationality of the tangent map for minimal rational curves. Asian J. Math. 8 (2004), no. 1, 51–63.
- mit Ngaiming Mok: Prolongations of infinitesimal linear automorphisms of projective varieties and rigidity of rational homogeneous spaces of Picard number 1 under Kähler deformation. Invent. Math. 160 (2005), no. 3, 591–645.
- Base manifolds for fibrations of projective irreducible symplectic manifolds. Invent. Math. 174 (2008), no. 3, 625–644.
- mit Baohua Fu: Classification of non-degenerate projective varieties with non-zero prolongation and application to target rigidity. Invent. Math. 189 (2012), no. 2, 457–513.
- mit Richard M. Weiss: Webs of Lagrangian tori in projective symplectic manifolds, Invent. Math. 192 (2013), no. 1, 83–109.
- Geometry of webs of algebraic curves, Duke Math. J. 166 (2017), no. 3, 495–536.
- An application of Cartan’s equivalence method to Hirschowitz’s conjecture on the formal principle, Ann. Math. (2) 189 (2019), no. 3, 979–1000.